# Muzejska zbirka
Muzejske zbirke sastoje se od predmeta relevantnih za pojedini muzej. Muzejske zbirke se po vrsti građe – predmetima koji se prikupljaju – razlikuju od zbirki u drugim javnim institucijama poput arhiva ili knjižnica. Muzejska zbirka je osnova za sve djelatnosti muzeja poput izložbi, istraživačkih ili edukativnih programa, radionica i sl. Veliki broj muzeja izlaže najvažnija djela u sklopu stalnog postava, dok se ostali radovi izlažu povremeno, u sklopu pojedinih tematskih programa ili izložbi. Uz primjereno osiguranje i uvjete transporta, muzej radove iz svog fundusa (zbirke) može posuđivati drugim. institucijama za potrebe izlaganja ili drugih aktivnosti van matične kuće. Muzeji nadograđuju svoje zbirke otkupom djela ili prikupljanjem putem donacija. Za prikupljanje nove građe zaduženi su kustosi muzeja, a sabiru se djela koja spadaju u nadležnost i opis djelatnosti pojedinog muzeja.
Brojni muzeji su većinom tijekom prvih desetljeća 21. st. svoju građu dijelom ili u cjelini digitalno obradili i postavili na svojim mrežnim stranicama. Tako je uvid u građu i zbirke muzeja jednostavno i trajno dostupan zainteresiranoj javnosti.
U hrvatskim muzejima građa za zbirke se prikuplja, stručno obrađuje i registrira, digitalno fotografira i računalno popisuje po vrstama građe i temama, pripremajući dokumentaciju za upis u Registar kulturnih dobara Republike Hrvatske pri Ministarstvu kulture i medija Republike Hrvatske. Hrvatski muzeji stvaraju online zbirke, često kao dio nacionalnih ili međunarodnih programa.
Radovi iz muzeja mogu se pohraniti i u online zbirkama. U online zbirci (repozitoriju) nalaze se fotografije i drugi podaci o djelima i zbirkama pojedinog muzeja.

## Vrste muzejskih zbirki
Vrste muzejskih zbirki ovise o vrsti muzeja: znanstveni, prirodoslovni, povijesni, etnografski, sportski, modni, dizajnerski, fotografski, kazališni, filmski i sl. Tako povijesni muzej skuplja predmete relevantne za povijest pojedine zemlje, određene županije, grada ili jedne osobe, a može usredotočiti na određenu vrstu predmeta kao što su zemljopisne karte, odlikovanja ili povijesni dokumenti. Umjetnički muzeji mogu se fokusirati na pojedino razdoblje ili stil, poput narodne, sakralne, moderne ili suvremene umjetnosti. Veliki muzeji često imaju više zbirki i podzbirki, od kojih svaka ima svoje kriterije za prikupljanje. Prirodoslovni muzej će, na primjer, imati sisavce u odvojenoj zbirci od insekata ili školjkaša.

## Prikupljanje muzejskih predmeta
Muzeji imaju određena pravila struke prema kojima prikupljaju građu. Svaki muzej ima svoja pravila i procedure, budući da preuzimanjem predmeta preuzimaju i brigu o njegovom očuvanju. Novi predmeti najčešće se prikupljaju putem ponude donatora (autora ili vlasnika) ili preporukom kustosa zaduženog za pojedini odio ili zbirku.
Predmeti koji se prikupljaju trebaju biti:
- relevantni za djelatnost muzeja, njegovu misiju i viziju
- prikupljeni na zakonit način, u skladu s nacionalnim i međunarodnim propisima i standardima
- spremljeni i čuvani na primjeren način

Građu treba prikupljati pažljivo, uz provjeru svih dostupnih podataka. Tijekom Drugog svjetskog rata na području Europe veliki broj predmeta i umjetnina promijenio je vlasnike na nezakonit način, pa je stoga važno znati povijest i podrijetlo nekog predmeta, kako se ne bi radilo o ukradenom predmetu ili krivotvorini. S posebnom pažnjom u muzejima se gleda na predmete nativnih naroda (npr. Indijanci) ili etničkih manjina, kako se, također ne bi radilo o nelegalno stečenim predmetima koji podliježu zakonima o povratu izvornim vlasnicima. Slično se odnosi i na arheološke predmete ili zbirke fosila.[nedostaje izvor]

## Briga o muzejskim predmetima
Jednom kada postanu dio muzejske zbirke, djelatnici muzeja preuzimaju brigu o predmetu. Predmeti moraju biti obrađeni, katalogizirani, snimljeni, primjereno pohranjeni kako bi se što duže očuvali, bili spremni za izlaganje ili prikazivanje zainteresiranoj publici. Brigu o predmetima, pored kustosa vode konzervatori i restauratori, odjeli za fotografiju, katalogizaciju i digitalizaciju, tehničke službe muzeja.

## Zbirka umjetnina
Skup umjetnina koje su skupile privatne osobe, korporacije, banke ili javne ustanove (vlade, gradovi, galerije, muzeji i sl.) nazivamo zbirkom umjetnina. Privatne zbirke najčešće su stvorene kupnjom umjetnina, dok javne ustanove prikupljaju umjetnine donacijom ili otkupom od umjetnika, njihovih sljednika, osoba koje su pojedine radove i same kupile. Dio zbirki svjetskih muzeja različitih grana umjetnosti nastalo je donacijama iz velikih privatnih zbirki kraljevskih obitelji, aristokracije ili bogatih kolekcionara.
Umjetničke zbirke govore o običajima, kulturi i kulturnom identitetu okoline u kojoj su nastale. Zbirke svjedoče o povijesti, navikama, trendovima, ukusu, platežnoj moći te dosezima kako umjetničkih, tako i kolekcionarskih krugova. O odabiru radova odlučuje stručno osoblje, voditelji zbirki, kustosi.Tako se zbirke upotpunjuju povijesno i umjetnički relevantnim ili suvremenim radovima i djelima.

## Radovi u muzejskim zbirkama
Radovi u muzejskim zbirkama dio su cjeline, skupa, akumulacije više predmeta grupiranih u određenu (žanrovsku, stilsku, tematsku, povijesnu i sl.) cjelinu.
Pored estetske vrijednosti, djela nam govore o pojedincima, stvaraocima, povijesti, društvenim i ekonomskim prilikama, temama, mjestu ili događajima. Kustos (povjesničar umjetnosti) je stručna osoba zadužena za brigu o predmetima i zbirci te o priređivanju izložbi, kojima publici predstavlja pojedine teme, cikluse.